# Ajla Del Ponte
Ajla Del Ponte (ur. 15 lipca 1996 w Locarno) – szwajcarska lekkoatletka, sprinterka, złota medalistka halowych mistrzostw Europy w 2021.

## Osiągnięcia sportowe
Zajęła 5. miejsce w sztafecie 4 × 100 metrów i odpadła w eliminacjach biegu na 100 metrów na mistrzostwach świata juniorów w 2014 w Eugene. Odpadła w eliminacjach biegu na 200 metrów i sztafety 4 × 100 metrów na mistrzostwach Europy juniorów w 2015 w Eskilstunie. Zajęła 5. miejsce w sztafecie 4 × 100 metrów na mistrzostwach Europy w 2016 w Amsterdamie i odpadła w eliminacjach tej konkurencji na igrzyskach olimpijskich w 2016 w Rio de Janeiro. Odpadła w półfinale biegu na 60 metrów na halowych mistrzostwach Europy w 2017 w Belgradzie.
Zdobyła brązowy medal w sztafecie 4 × 100 metrów i zajęła 5. miejsce na 100 metrów na młodzieżowych mistrzostwach Europy w 2017 w Bydgoszczy. Zajęła 5. miejsce w sztafecie 4 × 100 metrów na mistrzostwach świata w 2017 w Londynie. Zwyciężyła w tej konkurencji i zajęła 8. miejsce w biegu na 100 metrów na uniwersjadzie w 2017 w Tajpej. Odpadła w półfinale biegu na 60 metrów na halowych mistrzostwach świata w 2018 w Birmingham. Zajęła 4. miejsce w sztafecie 4 × 100 metrów i odpadła w półfinale biegu na 100 metrów na mistrzostwach Europy w 2018 w Berlinie. Zajęła 8. miejsce w biegu na 60 metrów na halowych mistrzostwach Europy w 2019 w Glasgow.
Zwyciężyła w sztafecie 4 × 100 metrów i zdobyła srebrny medal w biegu na 100 metrów na uniwersjadzie w 2019 w Neapolu. Zajęła 4. miejsce w sztafecie 4 × 100 metrów i odpadła w eliminacjach biegu na 100 metrów na mistrzostwach świata w 2019 w Dosze.
Zdobyła złoty medal w biegu na 60 metrów na halowych mistrzostwach Europy w 2021 w Toruniu, wyprzedzając Lottę Kemppinen z Finlandii i Jamile Samuel z Wielkiej Brytanii. Zajęła 4. miejsce w miejsce w sztafecie 4 × 100 metrów i 5. miejsce w biegu na 100 metrów na igrzyskach olimpijskich w 2020 w Tokio. Odpadła w eliminacjach biegu na 100 metrów na mistrzostwach świata w 2022 w Eugene.
Dwukrotnie poprawiała rekord Szwajcarii w biegu na 100 metrów do wyniku 10,90 s, uzyskanego 14 sierpnia 2021 w La Chaux-de-Fonds i sześciokrotnie w sztafecie 4 × 100 metrów do rezultatu 42,05 s, uzyskanego 5 sierpnia 2021 w Tokio. Jest to aktualny (styczeń 2024) rekord Szwajcarii. W hali była rekordzistką w biegu na 60 metrów z czasem 7,03 s, uzyskanym 7 marca 2021 w Toruniu.

## Rekordy życiowe
Rekordy życiowe Del Ponte:
- bieg na 100 metrów – 10,90 s (14 sierpnia 2021, La Chaux-de-Fonds)
- bieg na 200 metrów – 22,38 s (14 sierpnia 2021, La Chaux-de-Fonds)
- bieg na 60 metrów (hala) – 7,03 s (7 marca 2021, Toruń)
- bieg na 200 metrów (hala) – 23,39 s (21 lutego 2021, Magglingen)